# Bisoprolol
Bisoprolol je visoko selektivni beta blokator. 

## Djelovanje
Bisoprolol pokazuje posebno visok afinitet za beta-1 receptore i samo vrlo nizak afinitet za beta-2 receptore u glatkom mišićju bronha i krvnih žila kao i za beta-2 receptore enzimatske metaboličke regulacije. Stoga samo se rijetko može očekivati da će bisoprolol utjecati na dišni otpor. Njegova beta-1 selektivnost daleko je veća od terapijskog raspona. Bisoprolol smanjuje odgovor na simpatičku aktivnost preko blokade srčanih beta-1 receptora. Ovo djelovanje smanjuje broj otkucaja srca u minuti i kontraktilnost, te stoga smanjuje potrošnju kisika u srčanom mišiću, što je u angini pectoris s koronarnom bolesti u podlozi, poželjan učinak. 
Bisoprolol nema izraženo negativno inotropno djelovanje. Pri akutnoj primjeni bisoprolol smanjuje frekvenciju srca, udarni volumen i stoga minutni volumen. Pri kroničnoj primjeni, početni porast perifernog otpora pada. Najveći antihipertenzivni učinak bisoprolola općenito se postiže nakon 2 tjedna. 

## Primjena
Bisoprolol se koristi u liječenju hipertenzija i angine pectoris. Tu svrhu bisoprolol se primjenjuje u dozama od 5 do 10 mg. Međutim, bisoprolol se može, u kombinaciji s ACE inhibitorima, diureticima i srčanim glikozidima u manjim dozama koristiti i za liječenje umjerenog do teškog kongestivnog zatajenja srca sa smanjenom sistoličkom ventrikularnom funkcijom. Tada se koristi u manjim dozama, od 1,25 mg do 10 mg - pacijent se "titrira" tj. počinje se s niskom dozom od 1,25 mg i doza se povećava do doze koju pacijent može podnijeti, a da se ne javljaju simptomi pogoršanja zatajenja srca. Bisoprolol se koristi za dugoročno liječenje. 

### Nuspojave
Bisoprolol se ne smije primijeniti u slučaju trudnoće i dojenja, neliječenog oštećenja srčanog mišića, u šoku, AV bloku drugog ili trećeg stupnja, sinus sick sindromu, teškom sinuatrijskom bloku, bradikardiji s manje od 50 otkucaja srca u minuti prije započinjanja liječenja, hipotenziji, bronhijalnoj astmi, opstruktivne plućne bolesti, kasnom stupnju perifernih smetnji cirkulacije s istodobnom uporabom MAO inhibitora (iznimka: MAO-B inhibitori). 
Posebno treba biti oprezan u slučaju poremećaja funkcije jetre ili bubrega, u dijabetičkih bolesnika s velikim varijacijama vrijednosti šećera u krvi, tijekom dužih razdoblja gladovanja, u bolesnika s metaboličkom acidozom, AV blokom prvog stupnja i s Prinzmetalovom anginom te u bolesnika sa psorijazom.
Moguće nuspojave jesu umor, vrtoglavica, glavobolja, poremećaj spavanja, živahni snovi i depresivno raspoloženje. Povremeno se može javiti proljev, opstipacija, mučnina, bolovi u trbuhu i kožne reakcije. Također, moguća je pojava pada krvnog tlaka, bradikardija ili smetnji AV provođenja. Povremeno se može javiti trnjenje i hladnoća u krajnjim dijelovima udova a u starijih bolesnika koji istodobno imaju šećernu bolest, može se smanjiti tolerancija glukoze.